# 浅井ラボ
浅井 ラボ（あさい ラボ、1974年7月12日 -）は、日本のライトノベル作家。兵庫県神戸市出身。日本推理作家協会会員。

## 来歴
造形大学中退後、漫画家を目指してアシスタント武者修行するも芽が出ず、デザイナーとしての活動など紆余曲折を経て小説執筆に着手。
2002年、『されど咎人は竜と踊る』で第7回スニーカー大賞で奨励賞を受賞。2003年に受賞作を改題・加筆修正した『されど罪人は竜と踊る』が角川スニーカー文庫より刊行される。2004年には同作品がドラマCD化。2005年には「月刊少年エース」8月号増刊「ビーンズエース」にて漫画化される。

## 作風
人が容赦なく殺されたり理想が砕かれたりするハードでグロテスクな世界観と「社会の負け組」や「他者に共感を抱けない人間」といった生々しいキャラクター描写が特徴。また極めて高度な科学用語や、極めて直接的な残酷描写や性描写が多く、ストーリー自体も非常に重く暗いことからその作風には賛否が分かれている。作家仲間やライトノベル好きの間では「暗黒ライトノベル」とも評される。

## 作品リスト

### 小説
- 『されど罪人は竜と踊る』[4] （角川スニーカー文庫、2008年5月に小学館ガガガ文庫へ移籍）
  - 『されど罪人は竜と踊る Dances with the Dragons』（小学館ガガガ文庫版）
- 『TOY JOY POP』（HJ文庫）
- 『Strange Strange』（HJ文庫）
- 短編作品『音色は遠く、耳に届かず』（神曲奏界ポリフォニカアンソロジー「ぱれっと」収録）
- 短編作品『ふくろおんな』（月刊誌「キャラの!」2007年11月号収録、イラスト：柴倉乃杏　＊加筆修正の上『Strange Strange』に収録）

### その他
- コラム『原稿料泥棒』（月刊誌「キャラの!」連載中、イラスト：弘司）

## 補足事項・逸話など
- 全日本暗黒ライトノベル連合総長という肩書きを持っている。日本SF大会では背中に全日本暗黒ライトノベル連合総長と刺繍された特攻服を着て出演していた。この特攻服は作家仲間の高瀬彼方から送られたものである[5]。
- “電撃の黒い太陽”の異名を取る藤原祐とは暗黒ライトノベル仲間として親交が厚いらしい。